# Liste der irischen Abgeordneten zum EU-Parlament (1989–1994)
Die Liste der irischen Abgeordneten zum EU-Parlament (1989–1994) listet alle irischen Mitglieder des 3. Europäischen Parlaments nach der Europawahl in Irland 1989.

## Mandatsstärke der Parteien
- KdL: 1
- SOC/SPE: 1
- RBW: 1
- LDR: 2
- EVP/EVP-ED: 4
- EDA: 6

| Nationale Partei                | Mandate              | Fraktion |
| ------------------------------- | -------------------- | --- |
| Fianna Fáil (FF)                | 6                    | Fraktion der Sammlungsbewegung der Europäischen Demokraten (EDA)                                                                    |
| Fine Gael (FG)                  | 4                    | Fraktion der Europäischen Volkspartei (EVP)Fraktion der Europäischen Volkspartei und europäischer Demokraten (EVP-ED) (ab Mai 1992) |
| Progressive Democrats (PD)      | 1                    | Liberale und Demokratische Reformfraktion (LDR)                                                                                     |
| Parteilose Abgeordnete (Unabh.) | 1                    | Liberale und Demokratische Reformfraktion (LDR)                                                                                     |
| Labour Party                    | 1                    | Sozialistische Fraktion (SOC)Fraktion der Sozialdemokratischen Partei Europas (SPE) (ab 21. April 1993)                             |
| Independent Fianna Fáil (IFF)   | 1                    | Regenbogenfraktion (RBW) |
| Workers’ Party of Ireland (WP)  | 1                    | Koalition der Linken (KdL) |
| Workers’ Party of Ireland (WP)  | 0 (ab 18. Feb. 1992) | Koalition der Linken (KdL) |
| Democratic Left (DL)            | 1 (ab 18. Feb. 1992) | Koalition der Linken (KdL) |
| Democratic Left (DL)            | 1 (ab 11. Jan. 1993) | Fraktionslose Abgeordnete (NI) |
| Gesamt                          | 15                   | |

## Abgeordnete
| Bild | MEP                | Lebens- daten | von              | bis              | Partei | Fraktion   | Wahlkreis       | Anmerkungen                                                              |
| ---- | ------------------ | ------------- | ---------------- | ---------------- | ------ | ---------- | --------------- | ------------------------------------------------------------------------ |
|      | Niall Andrews      | 1937–2006     | 25. Juli 1989    | 18. Juli 1994    | FF     | EDA        | Dublin          |                                                                          |
|      | Mary Banotti       | 1939–2024     | 25. Juli 1989    | 18. Juli 1994    | FG     | EVP/EVP-ED | Dublin          |                                                                          |
|      | Neil Blaney        | 1922–1995     | 25. Juli 1989    | 18. Juli 1994    | IFF    | RBW        | Connacht-Ulster |                                                                          |
|      | Patrick Cooney     | 1931          | 25. Juli 1989    | 18. Juli 1994    | FG     | EVP/EVP-ED | Leinster        |                                                                          |
|      | Pat Cox            | 1952          | 25. Juli 1989    | 18. Juli 1994    | PD     | LDR        | Munster         |                                                                          |
|      | John Cushnahan     | 1948          | 25. Juli 1989    | 18. Juli 1994    | FG     | EVP/EVP-ED | Munster         |                                                                          |
|      | Proinsias De Rossa | 1940          | 17. Februar 1992 | 18. Februar 1992 | WP     | KdL        | Dublin          | Nachrücker: Des Geraghty                                                 |
|      | Barry Desmond      | 1935          | 25. Juli 1989    | 31. Januar 1994  | Labour | SOC/SPE    | Dublin          | Nachrückerin: Bernie Malone                                              |
|      | Gene Fitzgerald    | 1932–2007     | 25. Juli 1989    | 18. Juli 1994    | FF     | EDA        | Munster         |                                                                          |
|      | James Fitzsimons   | 1936          | 25. Juli 1989    | 18. Juli 1994    | FF     | EDA        | Leinster        |                                                                          |
|      | Des Geraghty       | 1943          | 17. Februar 1992 | 31. Januar 1994  | DL     | KdLNI      | Dublin          | Nachgerückt für Proinsias De Rossa, Fraktionsaustritt am 11. Januar 1993 |
|      | Mark Killilea      | 1939–2018     | 25. Juli 1989    | 18. Juli 1994    | FF     | EDA        | Connacht-Ulster |                                                                          |
|      | Patrick Lalor      | 1926–2016     | 25. Juli 1989    | 18. Juli 1994    | FF     | EDA        | Leinster        |                                                                          |
|      | Paddy Lane         | 1934–2012     | 25. Juli 1989    | 18. Juli 1994    | FF     | EDA        | Munster         |                                                                          |
|      | Thomas Maher       | 1922–2002     | 25. Juli 1989    | 18. Juli 1994    | Unabh. | LDR        | Munster         |                                                                          |
|      | Bernie Malone      | 1948          | 1. Februar 1994  | 18. Juli 1994    | Labour | SPE        | Dublin          | Nachgerückt für Barry Desmond                                            |
|      | Joe McCartin       | 1939          | 25. Juli 1989    | 18. Juli 1994    | FG     | EVP/EVP-ED | Connacht-Ulster |                                                                          |